# Maciej Maik
Maciej Maik (ur. 26 sierpnia 1984 w Tychach, zm. 28 marca 2003 tamże) – polski niepełnosprawny pływak. Uczestnik m.in. Igrzysk Paralimpijskich w Sydney w 2000 roku, a także uczestnik Mistrzostw Świata w Christchurch w Nowej Zelandii w 1998 roku oraz Mistrzostw Świata w Mar del Plata Argentyna 2002. Medalista mistrzostw Europy w Niemczech i Szwecji.

## Kariera
Na imprezie rangi międzynarodowej debiutował w 1998 roku, jednak nie uzyskał wtedy pozycji medalowej.
W czasie Igrzysk Paralimpijskich w Sydney w 2000 roku Maik zdobył:
- złoty medal – 100 m stylem grzbietowym[4] oraz ustanowił rekord świata z wynikiem 1.02,31 startując w kategorii sprawności S10[5]
- srebrny medal – 100 m stylem klasycznym (SB9)[4]
- srebrny medal – 200 m stylem zmiennym (SM10)[4]

Medale Mistrzostwa Świata Mar del Plata 2002:
- złoty medal – 100 m stylem grzbietowym (S10)
- srebrny medal – 100 m stylem klasycznym (SB9)
- srebrny medal – 200 m stylem zmiennym (SM10)

## Życie prywatne
Maciej Maik był uczniem w II Liceum Ogólnokształcącym z Oddziałami Integracyjnymi im. Cypriana Kamila Norwida w Tychach.
Popełnił samobójstwo poprzez powieszenie się w miejscu zamieszkania.

## Upamiętnienie
Od 2008 roku, corocznie, odbywa się Memoriał im Macieja Maika. Pomysłodawcą tej imprezy jest wieloletni trener Macieja Maika, Mirosław Jakubczyk.